# Prunus rivularis
Prunus rivularis — вид квіткових рослин із підродини мигдалевих (Amygdaloideae).

## Біоморфологічна характеристика

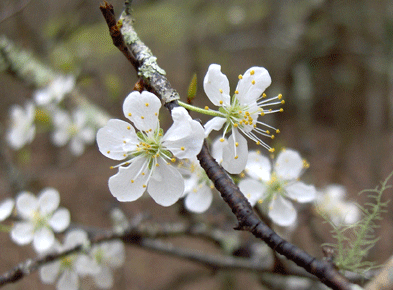
квітки

Це дерево чи кущ, 10–80 дм, колюче. Гілочки голі. Листки опадні; ніжка 7–21 мм, гола чи рідко запушена на адаксіальній (верх) поверхні, залозиста дистально; пластина ланцетна, довгасто-ланцетна, еліптична чи вузько-еліптична, 4–11 × 1.5–5 см, краї від одного до подвійно городчасто-пилчасті, зубці тупі, залозисті, верхівка зазвичай загострена, іноді гостра, абаксіальна (низ) поверхня гола чи ± волосиста вздовж середніх жилок і жилок, адаксіальна зазвичай гола, рідко середні жилки волосисті. Суцвіття — 2–4-квіткові, зонтикоподібні пучки. Квіти розпускаються до чи під час появи листя; чашолистки від широко розпростертих до відігнутих, видовжено-яйцюваті, 1.5–2.5 мм, краї залозисто-зубчасті, абаксіальна поверхня гола чи слабо-волосиста, адаксіальна біля основи густо-волосиста; пелюстки білі, зворотно-яйцюваті, 4–7 мм. Кістянки зазвичай червоні, іноді жовтувато-помаранчеві, з білими крапками, кулясті, 12–25 мм, голі; мезокарпій м'ясистий; кісточки яйцюваті чи майже кулясті, ± сплощені. Цвітіння: березень–квітень; плодоношення: липень–вересень.

## Поширення, екологія
Поширений у США: Алабама, Арканзас, Каліфорнія, Колорадо, Джорджія, Іллінойс, Індіана, Канзас, Кентуккі, Луїзіана, Мериленд, Міссісіпі, Міссурі, Нью-Джерсі, Північна Кароліна, Огайо, Оклахома, Пенсільванія, Теннессі, Техас. Prunus rivularis зустрічається біля струмків, по периметру лісистих місцевостей, у каньйонах і ярах, на схилах, вапнякових відслоненнях і схилах прерій, а також уздовж доріг.

## Використання
Плоди їдять сирими чи приготовленими. Плоди, як правило, досить терпкі.
З листя можна отримати зелений барвник. З плодів можна отримати барвник від темно-сірого до зеленого.
Рослина використовувалася в селекції як підщепа для поліпшення сливи Prunus cerasifera. Деревина тверда й важка; не має комерційної цінності через невеликі розміри.